# تيم مكغرو (أغنية)
تيم مكغرو (بالإنجليزية: Tim McGraw)‏ أول أغنية منفردة تطلقها الفنانة المنفردة تايلور سويفت. كان عمر تايلور ستة عشر سنة عندما كتبت هذه الأغنية بمساعدة ليز روز. تتحدث الأغنية عن تذكر سويفت لحب عاشته في الصيف، وكيف إن أغنية فنان الكاونتري تيم مكغرو لا تستطيع إخباري بشيء Can't Tell me Nothing تجلب لها ذكريات هذا الصيف.
راودت فكرة كتابة الأغنية تايلور في صف الرياضيات في المدرسة الثانوية. وتتحدث الأغنية عنها وعن حبيبها الذي كان سينتقل للجامعة، ما يعني أنه وتايلور سيضطران للانفصال.

## روابط خارجية
- تيم مكغرو على موقع الموسوعة البريطانية (الإنجليزية)
- تيم مكغرو على موقع أول موفي (الإنجليزية)